# Abigail Bush
Abigail Norton Bush, nata Abigail Norton (Cambridge, 19 marzo 1810 – Vacaville, 10 dicembre 1898), è stata un'attivista ed abolizionista statunitense impegnata per i diritti delle donne. Prestò servizio come presidente della Convenzione dei diritti delle donne di Rochester, che si è tenuta nel 1848 subito dopo la prima convenzione dei diritti delle donne, la Convenzione di Seneca Falls. Così facendo, la Bush divenne la prima donna a presiedere un incontro pubblico composto da uomini e donne negli Stati Uniti.

## Primi anni di vita
Abigail Norton nacque il 19 marzo 1810, frequentò la First Presbyterian Church ortodossa a Rochester, New York, e aiutò la madre nelle opere di beneficenza. Nel 1831, si convertì per diventare una "perfezionista della chiesa di mattoni" sulla scia di popolari riunioni di rinascita evangelica con Charles Grandison Finney. Dopo la conversione, frequentò la Seconda Chiesa Presbiteriana, conosciuta come la "Chiesa dei Mattoni", lavorò con la Rochester Female Charitable Society, un'organizzazione che forniva assistenza ai poveri e ai malati.

## Matrimonio e famiglia
Abigail Norton sposò nel 1833 Henry Bush, fratello di Obadiah Bush, bisnonno del presidente George H.W. Bush. Henry e suo fratello erano produttori di stufe e abolizionisti radicali. Nel giro di cinque anni, il nome di Abigail Bush smise di essere associato alle attività della Brick Church. Nei tredici anni successivi, la Bush partorì sei volte e quattro figli superarono l'infanzia.
Nel 1840, durante una scissione tra gli abolizionisti, Henry Bush scelse di rimanere con l'American Antislavery Society, la fazione che accettava le donne come membri attivi. Abigail Bush divenne più sensibile alla riforma radicale e a rivelarsi e nel 1843 si ritirò dalla Brick Church per diventare attiva nella Western New York Anti-Slavery Society. La Bush era all'epoca la donna ex-evangelica più in vista nei circoli radicali.

## Convenzione sui diritti delle donne di Rochester, 1848
Al termine della Convenzione di Seneca Falls, nel luglio 1848, i congressisti di Rochester, la Bush non partecipò, furono spinti a organizzare una convenzione simile. Convinsero Lucretia Mott a rimanere a New York abbastanza a lungo per essere l'oratore principale della loro convenzione, come lo era stata a Seneca Falls.
A Rochester fu scelto un Comitato per gli accordi per organizzare la convention e al suo interno fu formato un piccolo comitato di nomina per la scelta dei dirigenti della convention. Amy Post, Rhoda DeGarmo e Sarah D. Fish si riunirono la sera del 1° agosto 1848 per selezionare una rosa di funzionari composta interamente da donne, con Abigail Bush come presidente.
La mattina del 2 agosto 1848, nella Chiesa unitariana di Rochester, Amy Post convocò la Convenzione per i diritti delle donne di Rochester e lesse la lista di funzionari proposta. La proposta di una donna come presidente della convenzione incontrò un'immediata opposizione. Elizabeth Cady Stanton, Mary Ann M'Clintock e Lucretia Mott erano fortemente contrarie all'idea di una donna presidente, non volendo che una scarsa presenza di donne tra i funzionari desse una cattiva immagine pubblica al nuovo movimento per i diritti delle donne. Erano state tra le organizzatrici della Convenzione di Seneca Falls, che aveva seguito la tradizione eleggendo un uomo a presidente. La Stanton si chiese come avrebbe potuto una donna, senza conoscenza delle procedure parlamentari e senza esperienza nel tenere riunioni pubbliche, ricoprire il ruolo di presidente. La Stanton, la Mott e la M'Clintock "erano sul punto di lasciare la Convenzione disgustate" quando la Post, la Fish e la DeGarmo le convinsero che la cosa poteva funzionare. La Bush fu eletta dopo una votazione tra il pubblico, diventando così la prima donna a presiedere un incontro pubblico composto da uomini e donne negli Stati Uniti.
Quando la Bush assunse la carica di presidente, la Mott e la Stanton lasciarono i loro posti d'onore sulla piattaforma e presero posto tra il pubblico. Dopo una preghiera di apertura da parte di un ministro battista di libera scelta, uno dei tre segretari della Convenzione lesse i verbali della precedente Convenzione di Seneca Falls. Si sentirono grida di "più forte, più forte" da parte dei membri del pubblico che non riuscivano a distinguere le parole del segretario dal suono debole. La Bush salì sul palco e disse
La Bush presiedette tutte e tre le sessioni dell'unico giorno di congresso. A tarda ora, la Bush concluse la riunione "con i cuori traboccanti di gratitudine". Lucretia Mott si avvicinò alla Bush e l'abbracciò calorosamente, ringraziandola per aver presieduto. La Stanton si scusò per la propria "condotta sciocca" nel dubitare della capacità della Bush di avere successo. Da quel momento in poi, le donne furono sempre scelte come presidenti dei congressi per i diritti delle donne negli Stati Uniti.

## Successivamente
Alla fine di dicembre del 1848, la Bush fu membro del comitato d'affari della Western New York Anti-Slavery Society. Il suo contributo, insieme a quello di altre due donne di Rochester, servì a realizzare l'idea della Società di una partecipazione sociale paritaria delle donne.
Nel 1849 o 1850, Henry Bush, colpito da anni da perdite commerciali, si diresse verso ovest per cercare fortuna nella corsa all'oro californiana e, all'inizio degli anni Cinquanta del XIX secolo, Abigail Bush lo raggiunse con i loro figli. La famiglia si stabilì in un ranch di 2,42 chilometri quadri (600 acri) appena a sud dell'allora confine di Martinez, in California, nella Contea di Contra Costa, a circa 20 miglia a est di San Francisco. Il marito morì alla fine degli anni Settanta del XIX secolo, quando vendette la parte settentrionale del ranch ai Fratelli Cristiani, che costruirono un seminario e iniziarono la loro attività di produzione di vino.
Nel 1878 la Bush inviò una lettera alla convention della National American Woman Suffrage Association (NWSA) di Rochester per congratularsi con il movimento femminile in occasione del 30° anniversario delle convention di Seneca Falls e Rochester: "Dite alla vostra convenzione che il mio cuore è con loro in tutte le loro deliberazioni e consigli, e confido che dai loro sforzi deriverà un grande bene per le donne".
Nel 1898 la NWSA celebrò il 50° anniversario delle convention di Seneca Falls e Rochester, e onorò il coraggio e la forza della Bush durante una sessione intitolata “Serata delle pioniere”. La Bush, che all'epoca aveva 88 anni e viveva ancora in California, scrisse a Susan B. Anthony, a proposito del suo ruolo alla convention del 1848 a Rochester: "Non avevo potuto riunirmi in consiglio con gli amici, a causa di una malattia della mia famiglia, finché non li incontrai nella sala mentre la congregazione si riuniva e poi finii nelle mani di coloro che mi esortarono a partecipare con i sostenitori di una donna che servisse come presidente della riunione. A Seneca Falls presiedeva James Mott, un uomo di bell'aspetto, ma la sua testa cadde per mano delle mie vecchie amiche Amy Post, Rhoda DeGarmo e Sarah Fish, che iniziarono subito a lavorare con me per dimostrare che era giunta l'ora in cui una donna poteva presiedere e mi condussero in chiesa. Amy propose il mio nome come presidente. Fu subito accettato e da quell'ora mi sembrò di essere stata dotata dall'alto per servire durante le riunioni di due giorni e tre sessioni al giorno”.
La Bush morì poco dopo aver scritto questa lettera, il 10 dicembre 1898, a Vacaville, in California.